# Ba Thành
Ba Thành là một xã thuộc huyện Ba Tơ, tỉnh Quảng Ngãi, Việt Nam.
Xã Ba Thành có diện tích 47,78 km², dân số năm 1999 là 2256 người, mật độ dân số đạt 47 người/km².